# Rhyacophila donaldi
Rhyacophila donaldi là một loài Trichoptera trong họ Rhyacophilidae. Chúng phân bố ở miền Tân bắc.